# Ехидо Хосефа Ортиз де Домингез (Хенерал Плутарко Елијас Каљес)
Ехидо Хосефа Ортиз де Домингез (шп. Ejido Josefa Ortiz de Domínguez) насеље је у Мексику у савезној држави Сонора у општини Хенерал Плутарко Елијас Каљес. Насеље се налази на надморској висини од 340 м.

## Становништво
Према подацима из 2005. године у насељу је живело 8 становника.

### Хронологија
| Година       | 2000      | 2005 |
| ------------ | --------- | ---- |
| Становништво | 4 (3 / 1) | 8    |

### Попис
| # | Индикатор                        | Вредност |
| - | -------------------------------- | -------- |
| 1 | Укупно појединачних домаћинстава | 2        |